# Resolução 220 do Conselho de Segurança das Nações Unidas
A Resolução 220 do Conselho de Segurança das Nações Unidas aprovada em 16 de março de 1966, após ter reafirmado as resoluções anteriores sobre o tema, o Conselho prorrogou o destacamento no Chipre da Força das Nações Unidas para Manutenção da Paz no Chipre por um período adicional de três meses, que termina agora em 26 de junho de 1966. O Conselho convidou igualmente as partes diretamente interessadas a continuarem a agir com a maior moderação e a cooperarem plenamente com a força de manutenção da paz.
A Resolução 220 foi a primeira a ser aprovada com o Conselho de Segurança recentemente ampliado de 15 membros.